# Werner Warsinsky
Werner Warsinsky (* 6. August 1910 in Barlo, jetzt Bocholt; † 24. Juni 1992 in Münster) war ein deutscher Schriftsteller.

## Leben
Werner Warsinsky war der Sohn eines Zollbeamten. Nach dem Besuch der Oberrealschule in Dortmund machte er eine Ausbildung zum Buchhändler und arbeitete u. a. in einer Bochumer Buchhandlung. Daneben trat Warsinsky, der eine klassische Gesangsausbildung absolviert hatte, als Tenor in Operetten-Aufführungen am Dortmunder Stadttheater auf. Am Zweiten Weltkrieg nahm er als Soldat der Wehrmacht am Westfeldzug und am Krieg gegen die Sowjetunion teil. Er geriet in sowjetische Kriegsgefangenschaft, aus der ihm die Flucht gelang. Nach Kriegsende war er als Arbeiter im Gleis-, Hoch- und Tiefbau sowie als Ofenarbeiter in einer Aluminiumfabrik in Lünen tätig. Später hatte er eine Stelle als Bibliothekar an der Stadtbücherei in Lünen, die er ab 1956 leitete. Nach seiner Pensionierung lebte er in Münster.
Werner Warsinsky hatte bereits als Sechzehnjähriger mit dem Schreiben begonnen; bis in die Fünfzigerjahre hatte sich jedoch kein Verlag für seine Arbeiten gefunden. 1953 gewann er in einem von europäischen Buchgemeinschaften veranstalteten Preisausschreiben mit seinem Roman „Kimmerische Fahrt“ den „Europäischen Literaturpreis“ (gemeinsam mit Czesław Miłosz). In seinem von der Literaturkritik (u. a. Gottfried Benn) hochgelobten Werk, dessen Sprache deutlich von Ernst Jünger beeinflusst ist, schildert Warsinsky seine Kriegs- und Nachkriegserfahrungen. Das Buch gilt als ein bedeutendes Beispiel eines literarischen „magischen Realismus“. Nach seinem Erstlingswerk veröffentlichte Warsinsky nur noch sporadisch kleinere Arbeiten und zog sich schließlich ganz aus dem literarischen Leben zurück. Sein umfangreicher, bisher unveröffentlichter Nachlass ruht in der Stadt- und Landesbibliothek Dortmund und im Westfälischen Literaturarchiv im LWL-Archivamt für Westfalen in Münster.
Die Stadt Lünen, in der er viele Jahre lebte und arbeitete, ehrte ihn, indem sie eine Straße
nach ihm benannte.

## Werke
- Kimmerische Fahrt, Stuttgart 1953
- Lunatique, Wuppertal 1958
- Gerhart Hauptmann, Hagen 1962
- Legende vom Salz der Tränen, Dortmund 1970